# Richard Seymour (Footballspieler)
Richard Vershaun Seymour (* 6. Oktober 1979 in Gadsden, South Carolina) ist ein ehemaliger US-amerikanischer American-Football-Spieler auf der Position des Defensive Lineman. Mit den New England Patriots gewann er dreimal den Super Bowl (XXXVI, XXXVIII, XXXIX). Der Amerikaner ist Mitglied der Pro Football Hall of Fame der New England Patriots sowie der Oakland Raiders und wurde 2010 in das NFL 2000s All-Decade Team gewählt. Seit dem Ende seiner Profikarriere tritt Seymour vorrangig als Pokerspieler und Unternehmer in Erscheinung.

## Karriere

### American Football
Seymour spielte an der University of Georgia von 1997 bis 2000 für die Georgia Bulldogs. Im NFL Draft 2001 wurde er von den New England Patriots in der ersten Runde gedraftet und unter Vertrag genommen. Mit dem Team gewann er dreimal den Super Bowl (XXXVI, XXXVIII, XXXIX). Zur NFL 2009 wechselte er zu den Oakland Raiders, bei denen er nach der NFL 2012 seine Karriere beendete. Seymour wurde 2010 in das NFL 2000s All-Decade Team gewählt.

### Poker
Seine erste Geldplatzierung bei einem Live-Pokerturnier erzielte Seymour im Juli 2014 im Rio All-Suite Hotel and Casino in Paradise am Las Vegas Strip. Anfang November 2014 erreichte er erstmals beim Main Event der World Poker Tour (WPT) die bezahlten Ränge. Im Hotel Bellagio am Las Vegas Strip belegte der Amerikaner im Dezember 2016 beim WPT-Main-Event den mit über 50.000 US-Dollar dotierten 18. Platz. Ende Juni 2017 war er erstmals bei der World Series of Poker (WSOP) im Rio All-Suite Hotel and Casino erfolgreich und kam bei einem Turnier der Variante No Limit Hold’em in die Geldränge. Beim PokerStars Caribbean Adventure auf den Bahamas wurde Seymour Mitte Januar 2018 Dritter beim High Roller und sicherte sich seine bislang höchste Auszahlung von rund 375.000 US-Dollar. Bei der WSOP 2019 erzielte er seine erste Geldplatzierung im Main Event, das er am fünften Turniertag auf dem mit knapp 60.000 US-Dollar bezahlten 131. Platz beendete.
Insgesamt hat sich Seymour mit Poker bei Live-Turnieren mehr als 750.000 US-Dollar erspielt.

### Investor
Zusammen mit Albert G. Sye IV gründete er das Investmentunternehmen „93 Ventures“, das unter anderem in die Blockchain-Computerspielentwicklungsfirma Dapper Labs investiert hat.